# Beautiful Boy (Darling Boy)
«Beautiful Boy (Darling Boy)» és una cançó escrita i interpretada per John Lennon. Va ser inclosa al seu àlbum Double Fantasy del 1980, l'últim publicat per Lennon abans de la seva mort.
Paul McCartney, qui va formar part dels Beatles amb John, ha declarat que aquesta és una de les seves cançons compostes per Lennon preferides.

## Lletra
La cançó va ser escrita per al fill de Lennon, Sean, el seu únic fill amb Yoko Ono. Comença amb John reconfortant Sean del que es dedueix que és un malson. Després descriu l'amor que sent i l'alegria que li va donar en néixer. Al final de la cançó, John Lennon xiuxiueja: "Bona nit, Sean. Ens veiem al matí. Brillant i d'hora".
La lletra d'aquest tema conté la famosa cita d'Allen Saunders del 1957 "La vida és el que et passa mentre estàs ocupat fent altres plans".

## Personal
- John Lennon: Veus, guitarra acústica, vocoder
- Earl Slick: Guitarra acústica
- Hugh McCracken: Guitarra principal
- Tony Levin: Baix elèctric
- George Small: Teclats
- Robert Greenidge: Tambors metàl·lics de Trinitat i Tobago
- Arthur Jenkins: Percussió
- Randy Stein: Concertina